# Acomodació
L'acomodació és un concepte psicològic introduït per Jean Piaget és un dels dos processos bàsics, que juntament amb l'assimilació, per aquest autor en el procés de desenvolupament cognitiu del nen.
És la modificació de la ment en rebre un nou estímul per aprenentatge, és a dir, com canvia el coneixement ja adquirit amb cada nou saber. Donat que tot el que s'aprèn es relaciona en forma de xarxa al cervell, la introducció de qualsevol nou element reconfigura la seva zona propera de connexions (aquells aprenentatges que tenen relació amb el que s'acaba d'adquirir). Com més nodes quedin afectats, més integrat estarà el nou aprenentatge i més es podrà fer servir en noves situacions, establint al seu torn més relacions amb altres sabers (siguin teòrics o d'habilitats).
Tant el constructivisme com el connectivisme fan molt d'èmfasi en la importància de l'acomodació. Si no es produeix un aprenentatge significatiu perquè el nou coneixement queda aïllat dels sabers previs, no es pot produir l'acomodació i és més fàcil que la nova adquisició s'oblidi o quedi sense aplicació. Segons la teoria de les intel·ligències múltiples, cada persona té una sèrie de potencialitats naturals que es veuen reflectides en el seu estil d'aprenentatge i, per tant, en la manera com es produeix l'acomodació del saber a la ment; es poden privilegiar així les associacions verbals, visuals, vivencials.... La memòria humana és el component que permet que l'acomodació perduri en el temps.